# Asclepias subverticillata
Espèce
Asclepias subverticillata est une espèce de plante à fleurs de la famille des Asclepiadaceae, originaire du Mexique et du sud-ouest des États-Unis.

## Description morphologique

### Appareil végétatif
Cette plante herbacée pouvant atteindre 1,2 m de hauteur se présente comme une longue tige ramifiée, produisant un latex blanc. Les feuilles sont très étroites et allongées (de 2 à 12,5 cm). Elles sont groupées au niveau des nœuds de la tige, selon une implantation hélicoïdale, par groupes de 3 à 5 feuilles.

### Appareil reproducteur
La floraison a lieu de mai à septembre.
L'inflorescence est une ombelle arrondie, de 2 à 3 cm de diamètre, constituée de fleurs blanches en forme d'étoile. Chaque fleur possède 5 sépales minuscules, 5 pétales courbés vers l'arrière et le bas. Les organes reproducteurs forment une colonne centrale, comprenant 5 capuchons blancs arrondis portant chacun un prolongement courbé vers le centre de la fleur.
Les fruits sont de grandes cosses lisses, de 5 à 10 cm de long, qui contiennent de nombreux akènes reliés à une structure plumeuse ou « soie » qui leur permet d'être soulevés par le vent et emportés.

## Répartition et habitat
Cette plante pousse sur les plaines et pentes arides ou désertiques. Elle est commune sur le bord des routes.
Son aire de répartition couvre, aux États-Unis, une partie de l'Arizona, la majorité du Texas, une partie du Colorado et du Kansas, et s'étend jusqu'au Mexique.

## Rôle écologique
Cette plante attire les papillons, mais son latex, s'il est ingéré, est très toxique pour le bétail et les mammifères sauvages, qui généralement l'évitent. Une intoxication par cette plante peut avoir une issue fatale.